# هدی‌ویدک
هِدْیْ‌ویدِک (به مجاری:  Hegyvidék) ناحیهٔ ۱۲ از ۲۳ ناحیهٔ بوداپست در مجارستان است و ۲۶٫۶۷ کیلومتر مربع مساحت و طبق آمار اول ژانویهٔ سال ۲۰۱۹، ۵۸٬۱۷۱ نفر جمعیت دارد. هدْی‌ویدِک تنها ناحیهٔ بودا است که با دانوب مرز ندارد. هجده محله زیرمجموعهٔ این ناحیه هستند.

## نگارخانه

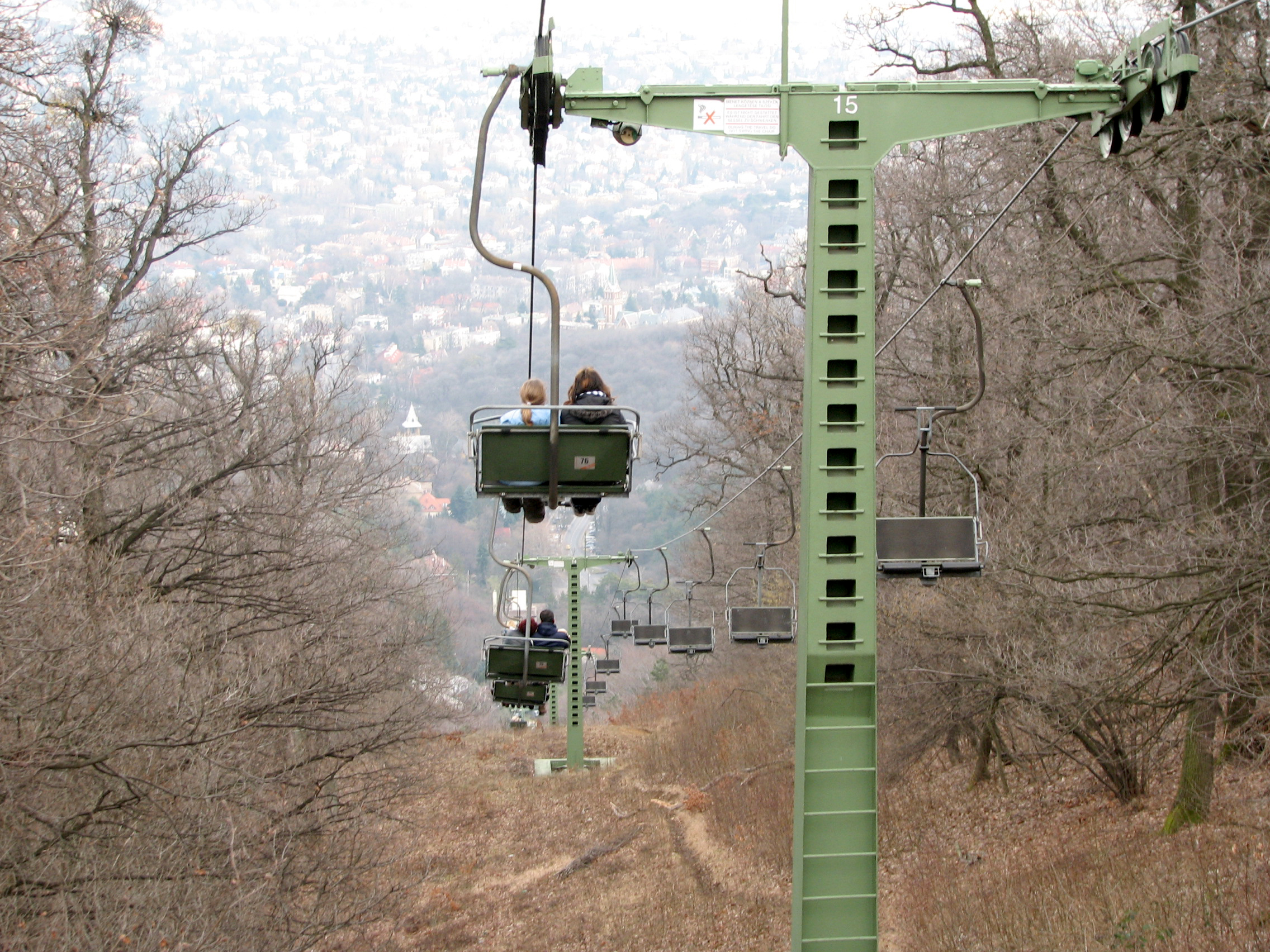
تله‌کابین زوگ‌لیگِت
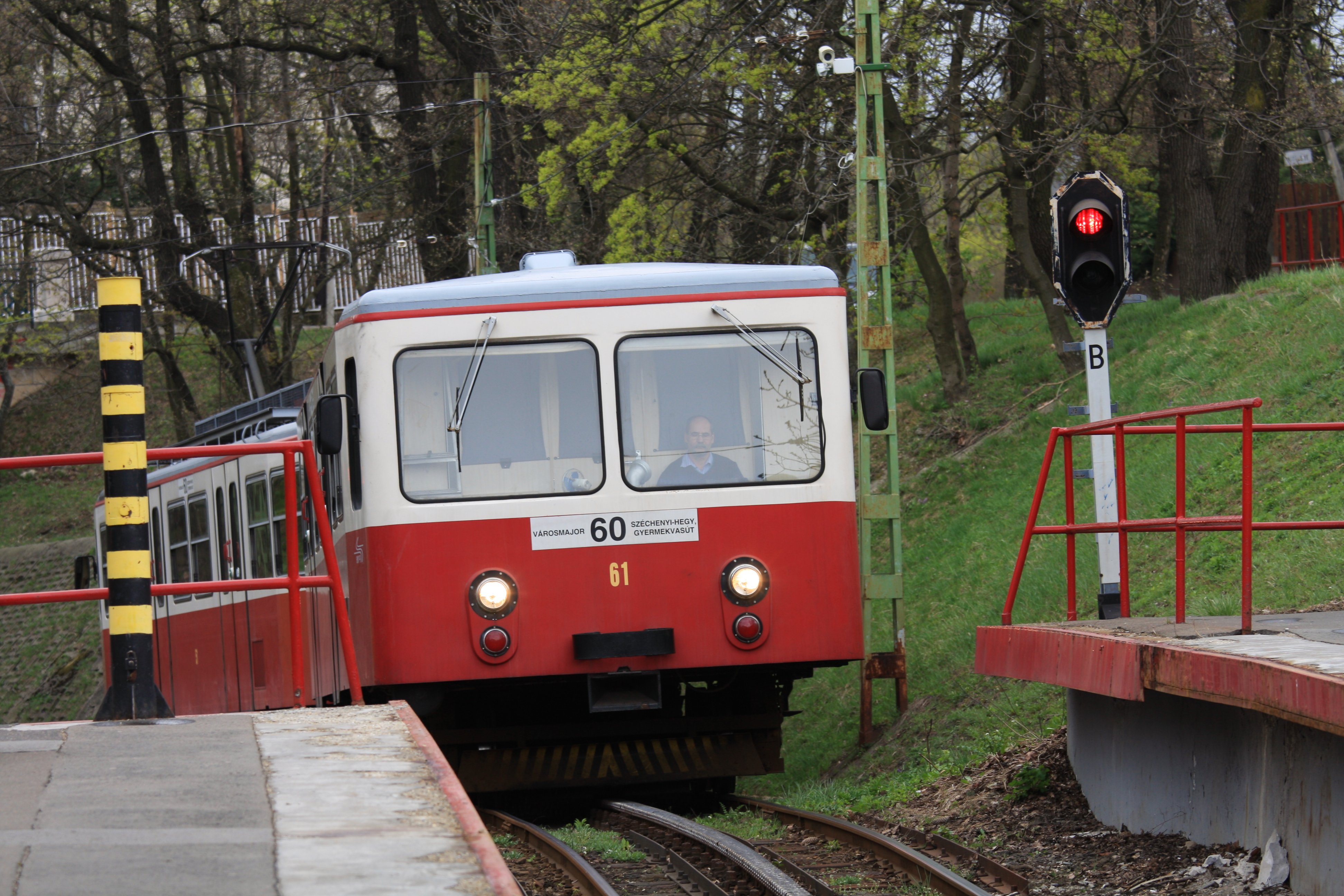
قطار چرخ‌دنده‌ای - از ۱۸۷۴ تا اکنون
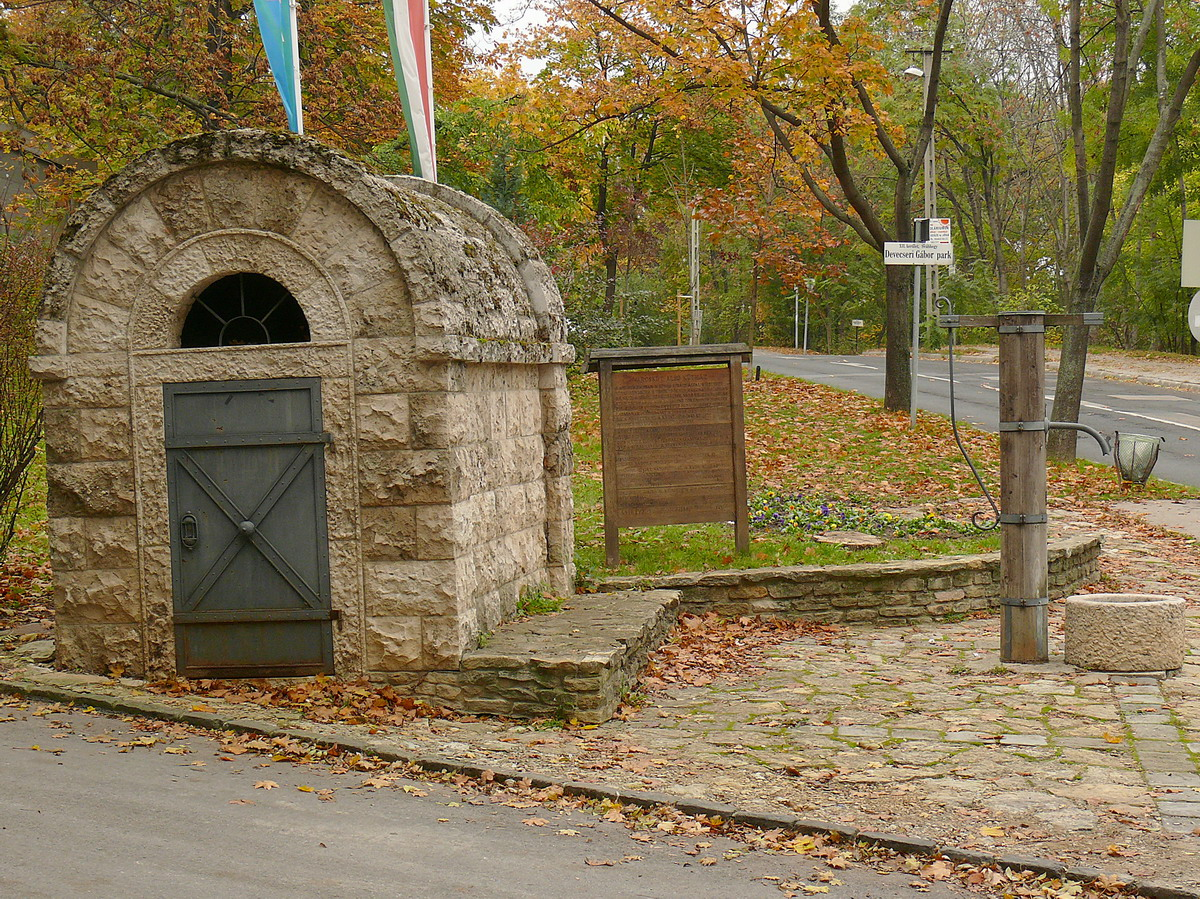
چاه بودا - منبع آب شیرین قرون وسطایی بودا
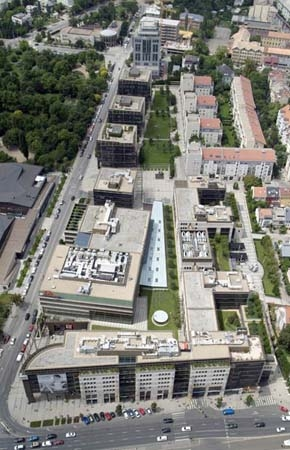
نمای هوایی از مرکز خرید موم پارک